# Випсании
Випсаниите (gens Vipsania) са плебейска фамилия с коннически ранг от Древен Рим.
Известни с това име:
- Луций Випсаний Агрипа (конник), конник, баща на Марк Випсаний Агрипа. Името му е на Пантеона от 118 г. в Рим
- Випсаний Ленат, управител на Сардиния вер. 55 – 56 пр.н.е.

- Марк Випсаний Агрипа, (* 63 пр.н.е. в Арпинум или в Далмация; † 12 пр.н.е. в Кампания), военачалник, приятел и зет на император Октавиан Август.
- Луций Випсаний Агрипа (брат на Марк Випсаний Агрипа), брат на Марк Випсаний Агрипа. Бие се против Гай Юлий Цезар и отива през 46 пр.н.е. с Катон Млади в Африка.[1]
- Випсания Пола, сестра на Марк Випсаний Агрипа. За нея брат ѝ започва през 12 пр.н.е. да строи Porticus Vipsania.
- Випсания Агрипина, най-възрастната дъщеря на Марк Випсаний Агрипа от първата му жена Помпония Цецилия Атика; 16 пр.н.е. става първата съпруга на Тиберий и 13 пр.н.е. майка на Юлий Цезар Друз. Втори брак с Гай Азиний Гал и майка на шест деца
- Випсания Марцела, дъщеря на Марк Випсаний Агрипа от втората му жена, Клавдия Марцела Старша
- Випсания Юлия Агрипина (Юлия Младша), най-възрастната дъщеря на Марк Випсаний Агрипа от третата му жена Юлия Старша
- Випсания Аргипина (Агрипина Стара), дъщеря на Марк Випсаний Агрипа от третата му жена Юлия Старша, съпруга на Германик, майка на Калигула
- Гай Випсаний Агрипа (Гай Цезар), син на Марк Випсаний Агрипа от третата му жена Юлия Старша
- Луций Випсаний Агрипа (Луций Цезар), син на Марк Випсаний Агрипа от третата му жена Юлия Старша
- Марк Випсаний Агрипа Постум (Агрипа Постум), син на Марк Випсаний Агрипа от третата му жена Юлия Старша